# Загублена річ
«Загу́блена річ» (англ. «The Lost Thing») — британсько-австралійська короткометражна антиутопічна анімаційна стрічка 2010 року режисерів Ендрю Руеманна та Шона Тан.

## Сюжет
На пляжі хлопчик знаходить дивне створіння і вирішує знайти йому дім. У світі, де кожен вважає, що є набагато важливіші речі, на які треба зважати.

## Нагороди
Премія «Оскар» за найкращий короткометражний анімаційний фільм на 83-тій церемонії нагородження.